# Palcówka (cegła)
Palcówka – rodzaj cegły, w której odciśnięte były podłużne linie-zagłębienia, wykonywane za pomocą listewki zwanej strychulcem, posiadające odpowiednio profilowaną krawędź. Faktura ta powszechnie jest niesłusznie uważane za wyżłobioną palcami strycharza usuwającego z formy nadmiar gliny. 
Cegła jest charakterystyczna dla średniowiecznych budowli polskich. Tworzyła wytrzymalszy mur niż cegła bez wyżłobień, wykańczana za pomocą deski.